# 1129-1120 v.Chr.
De jaren 1129-1120 v.Chr. (van de christelijke jaartelling) zijn een decennium in de 12e eeuw v.Chr..

## Gebeurtenissen

### Assyrië
- 1128 v.Chr. - Koning Ashur Reshishi (1128 - 1115 v.Chr.) regeert over het Assyrische Rijk.

### China
- 1122 v.Chr. - De Zhou-dynastie (1122 - 256 v.Chr.) wordt gesticht, ambachtslieden bewerken steen, jade en brons.

### Mexico
- 1120 v.Chr. - Olmeekse indianen vervoeren reusachtige basalten hoofden en lichaamsdelen over de Tonalá-rivier.
- In het tropische regenwoud van Veracruz, wordt de stad San Lorenzo het centrum van de Olmeekse beschaving.

<< · 1199-1190 · 1189-1180 · 1179-1170 · 1169-1160 · 1159-1150 · 1149-1140 · 1139-1130 · 1129-1120 · 1119-1110 · 1109-1100 · >>